# مایکروسافت لومیا ۵۳۵
مایکروسافت لومیا ۵۳۵ یک تلفن هوشمند مجهز به سیستم عامل ویندوز فون ۸٫۱ می‌باشد که توسط شرکت مایکروسافت توسعه یافته‌است. این گوشی مجهز به یک صفحهٔ ۵ اینچی می‌باشد و همچنین مانند گوشی لومیا ۵۴۰ دارای دوربین سلفی ۵ مگاپیکسلی است که تماس‌های ویدئویی با کیفیتی را موجب می‌شود. این گوشی اولین گوشی از سری لومیا می‌باشد که پس از خرید شرکت نوکیا توسط مایکروسافت مارک مایکروسافت بر آن خورده‌است. این گوشی به رنگ‌های نارنجی، سبز، سفید، مشکی، خاکستری، آبی و در دو نوع تک سیمکارت، دو سیمکارت عرضه شده‌است.

## عملکرد و ویژگی
این گوشی با داشتن قابلیت‌های فراوان مانند کورتانا، دوربین ۵ مگاپیکسلی سلفی و بسیاری از امکانات دیگر اما در اجرا کردن بازی‌های سنگین مانند آسفالت ۸ با کمی تأخیر روبرو خواهد بود اما با توجه به قیمت آن عملکرد منصفانه‌ای دارد.